# Exo Sainte-Julie
Exo Sainte-Julie est une constituante de l'organisme Exo qui opère les services de transport en commun de la ville de Sainte-Julie, au Québec. 
Tous les déplacements locaux à l'intérieur de la ville de Sainte-Julie sont gratuits pour l'ensemble des usagers.

## Historique
Le 1er juin 2017, OMIT Sainte-Julie intègre le Réseau de transport métropolitain (RTM) et devient une constituante de ce dernier.
Le 23 mai 2018, RTM change son nom pour Exo.
Le terminus de Sainte-Julie a été inauguré en 2016, au coût de 26,5 millions de dollars. Il se situe à l'angle de l'autoroute 20 et du chemin du Fer-à-Cheval. Il compte près de 1000 places de stationnement, six quais d'autobus, une centaine de supports à vélos, 10 places de stationnement réservées au covoiturage et deux bornes de recharge pour les véhicules électriques.

## Lignes d'autobus
Voici la liste des circuits offerts par Exo Sainte-Julie.
- 1 Des Hauts-Bois (Sainte-Julie)
- 3 Principale (Sainte-Julie)
- 4 Abbé-Théoret (Sainte-Julie)
- 5 N.-P.-Lapierre (Sainte-Julie)
- 6 Principale (Sainte-Julie)
- 7 N.-P.-Lapierre
- 8 Secteur Nord (Sainte-Julie)
- 325 Express Longueuil  - CÉGEP
- 330 Express Longueuil  - CFP - CÉGEP
- 340 Express Longueuil  - Promenades Saint-Bruno
- 350 Express Longueuil
- 600 Express Brossard
- T-1 Sainte-Julie (Nobel-CFPP) (sur réservation seulement)
- T-2 Sainte-Julie (du Liseron) (sur réservation seulement)
- T-3 Sainte-Julie (secteur rural) (sur réservation seulement)